# Pustelnik białowąsy
Pustelnik białowąsy (Phaethornis yaruqui) – gatunek małego ptaka z rodziny kolibrowatych (Trochilidae), występujący w północno-zachodniej części Ameryki Południowej. Jeden z najbardziej rozpowszechnionych gatunków pustelników na wybrzeżach Pacyfiku. W Czerwonej księdze gatunków zagrożonych IUCN klasyfikowany jest jako gatunek najmniejszej troski (LC, Least Concern).

## Systematyka
Pierwszego naukowego opisu gatunku – na podstawie holotypu pochodzącego z Yaruquí w Ekwadorze – dokonał francuski przyrodnik Jules Bourcier w 1851 roku, nadając mu nazwę Trochilus Yaruqui. Nie wyróżnia się podgatunków. Opisano podgatunek sanctijohannis z zachodniej Kolumbii, lecz jak się okazało, opis dotyczył osobników młodocianych.

## Morfologia
Średniej wielkości koliber o długim dziobie. Górna szczęka szara, żuchwa czerwona. Dziób samców jest prawie prosty, samic lekko zakrzywiony. Czoło, szczyt głowy, potylica, kark i grzbiet w kolorze zielonkawoniebieskim z błyszczącymi piórami. Ogon długi, czarny z białymi końcówkami sterówek. Kantarek i policzki czarniawe. Pasek oczny białopomarańczowy, pasek policzkowy jaśniejszy, białawy z pomarańczowym przebarwieniem od dzioba. Gardło białawe, tworzące śliniak w kształcie wąskiej brody. Skrzydła czarne z błyszczącymi lotkami. Upierzenie obu płci podobne. Młodociane mają ochrowe brzegi piór pokryw nadogonowych. Długość ciała około 13 cm, masa ciała samca 4–7 g, samicy 4–6,5 g.

## Zasięg występowania
Pustelnik białowąsy występuje na terenach na zachód od Andów – w wąskim pasie w zachodniej Kolumbii i zachodnim Ekwadorze; możliwe, że także w południowo-wschodniej Panamie – w lipcu 1996 roku odnotowano tam stwierdzenie w Manené w Parku Narodowym Darién (7°41′N 77°49′W/7,683333 -77,816667). Zasięg występowania według szacunków organizacji BirdLife International obejmuje około 252 tys. km².

## Ekologia
Jego głównym habitatem są lasy na stokach niższych partii Andów, także wilgotne lasy wtórne, obszary gęsto zakrzewione oraz plantacje. Występuje na terenach do wysokości 2000 m n.p.m., jednak najczęściej poniżej 1200 m n.p.m. Odżywia się nektarem i małymi stawonogami w niskich partiach lasu, najczęściej spożywa nektar kwiatów roślin z rodzin: helikoniowatych, wrzosowatych, marzanowatych i bromeliowatych.

### Rozmnażanie
Okres lęgowy nie jest dokładnie określony. Gniazdo w kształcie stożka jest przyczepione do spodniej strony długiego zwisającego liścia. W lęgu zazwyczaj 2 jaja.

## Status i ochrona
W Czerwonej księdze gatunków zagrożonych IUCN pustelnik białowąsy jest klasyfikowany jako gatunek najmniejszej troski (LC, Least Concern) od 2004 roku. W 2019 roku organizacja Partners in Flight szacowała liczebność populacji na 50 000–499 999 dorosłych osobników; ptak ten opisywany jest jako pospolity. BirdLife International wymienia 12 ostoi ptaków IBA, w których ten gatunek występuje, 3 w Kolumbii (Park Narodowy Utria, Rezerwat El Pangán i Rezerwat Río Ñambí) i 9 w Ekwadorze (m.in. Reserva Ecológica Mache-Chindul IBA czy Reserva Ecológica Cotacachi-Cayapas).